# Битка код Теламона
Битка код Теламона се 225. п. н. е. или 224. п. н. е. одиграла између римских снага на једној, те савеза галских племена на другој страни. Завршила је одлучујућом римском победом која је за последицу имала почетак хегемонија Рима над подручјем Цисалпинске Галије односно данашње северне Италије.

## Увод
Односи између Римљана и Гала у Цисалпинској Галији су током највећег дела 3. века п. н. е. били релативно добри, тако да је племе Боји једном чак само зауставило поход трансалпских Гала с циљем пљачке римских територија. Међутим, односи су се покварили када је 234. п. н. е. римска држава, настојећи решити социјалне проблеме својих грађана осиромашених дуготрајним Првим пунским ратом, почела делити парцеле у тзв. Ager Gallicusu (галском пољу), односно некадашњим галским територијама у Пиценуму. Незадовољство је било посебно изражено међу Бојима и Инсубрима који су одлучили покренути велики поход на Италију. Осим што су мобилизоване снаге већине галских племена, унајмљени су и Гесати - елитни ратници из трансалпске Галије.
Суочена с таквом претњом, римска је држава мобилизовала не само властите, него и снаге својих савезника, а да би се решила евентуалне картагинске претње, њеном војсковођи Хаздрубалу Лепом посебним уговором дала одрешене руке да под своју власт стави сва подручја јужно од реке Ебро.
Главнина римске војске се концентрисала на обали Јадрана, крај данашњег Риминија. Чинило су је четири римске легије, те око 32.000 савезничких трупа под конзулом Луцијем Емилијем Папом. Пап је 54.000 Сабињана и Етрураца послао да чувају Етрурију (данашњу Тоскану). Пап је накнадно склопшио споразум са Венетима и Ценоманима чијих је 40.000 војника требало напасти подручја Инсубра те их тако покушати вратити кући. Сам је Рим чувало 21.500 војника те 32.000 савезничких трупа, док је на Сардинији ради гушења побуне била стационирана још једна велика војска под Гајем Атилијем Регулом.

## Предигра битке
Гали, међу којима су истицали гесатски најамнички вође Конколитан и Анероест су успели изманеврирати Папову војску, односно неометано прећи Апенине и упасти у Етрурију. Тамо су опљачкали и опустошили низ градова, све док код Клузија, три дана марша од Рима, нису наишли на једну римску војску под командом претора. Гали су, уместо да јој се директно супротставе, фингирали повлачење све до Фесуле (данашњи Фиесоле) где су Римљанима приредили клопку. Дошло је до крваве битке код Фесуле, која је завршила тактички неодлучено, односно с тешким римским губицима. Гали су, међутим, и сами имали велике губитке те је Анероест предложио да се војска с пленом повуче ка обали, продужи на север те након опоравка и попуне покрене нови поход.
Тај су предлог Гали прихватили, али се у међувремену код Пизе искрцала Регулова војска те им препречила пут. Истовремено је с истока дошла Папова војска. Тако су се Гали нашли суочени с непријатељем с две стране.

## Ток битке
Регул је, вођен жељом да сам стекне славу, започео битку без координације с Папом те кренуо освојити брежуљак на путу за север. То је Галима дало прилику да га нападну својом надмоћном коњицом. Регул је убијен, а његова глава доведена галским поглавицама. Међутим, Регулови су официри упркос томе одржали дисциплину те се Гали нису пробили на север.
Тада су Гали распоредили војску тако да су према Регулу постављени Гесати и Инсубри према Папу, док су Боји и Таурини постављени према Регулу. Крила су им чувала коњица и бојне двоколице.
Римљани су започели с обе стране засипати галске редове копљима, при чему су посебно велике губитке имали Гесати, познати по томе што су у битку улазили потпуно голи, односно с малим штитовима који их нису могли заштитити од рањавања. Потом су римске снаге кренуле напредовати организоване у манипуле, при чему је до изражаја дошла супериорност великих четвероугаоних штитова и кратких мачева пред галским дугим мачевима.
Гесати су се први сломили, а потом и остатак галске војске. Римљани су убили 40.000 Гала, а 10.000 је заробљено, укључујући Конколитана. Анероест је с мањим делом људи успео побећи с бојишта, али је убрзо након тога извршио самоубиство.

## Последице
Недуго након битке је Пап покренуо казнену експедицију на север, која је опустошила земљу Боја. Након ње је награђен тријумфом. Гали, пак, након оваквог пораза дуго времена нису били у стању угрожавати Рим, а након краћег прекида изазваног Ханибаловом инвазијом у Другом пунском рату, је започела политичка, а потом и културна хегемонија Рима над Цисалпинском Галијом, у којој ће релативно брзо доћи до романизације тадашњег келтског становништва.

## У популарној култури
Битка је компјутерски реконструисана у једној од епизода BBC-јеве ТВ-серије Time Commanders.